# Polsa (Italia)
Polsa è una frazione del comune di Brentonico, in provincia di Trento. È una stazione sciistica fondata nel 1964 dai fratelli Domenico, Lino e Giacomo Galassi.

## Geografia naturale
Ha ospitato grandi incontri sportivi internazionali tra cui alcune tappe del Giro d'Italia, diventando una delle più conosciute e antiche tappe invernali del Trentino.
Luogo soleggiato e panoramico, in posizione sulle pendici settentrionali del Monte Baldo a 1310 metri sul mare.

### Fauna
Si possono facilmente vedere tassi e falchi, anche volpi, caprioli e scoiattoli rossi; nel settore della funivia Malcesine - Monte Baldo è possibile la presenza dell'orso bruno.

## Monumenti e luoghi d'interesse

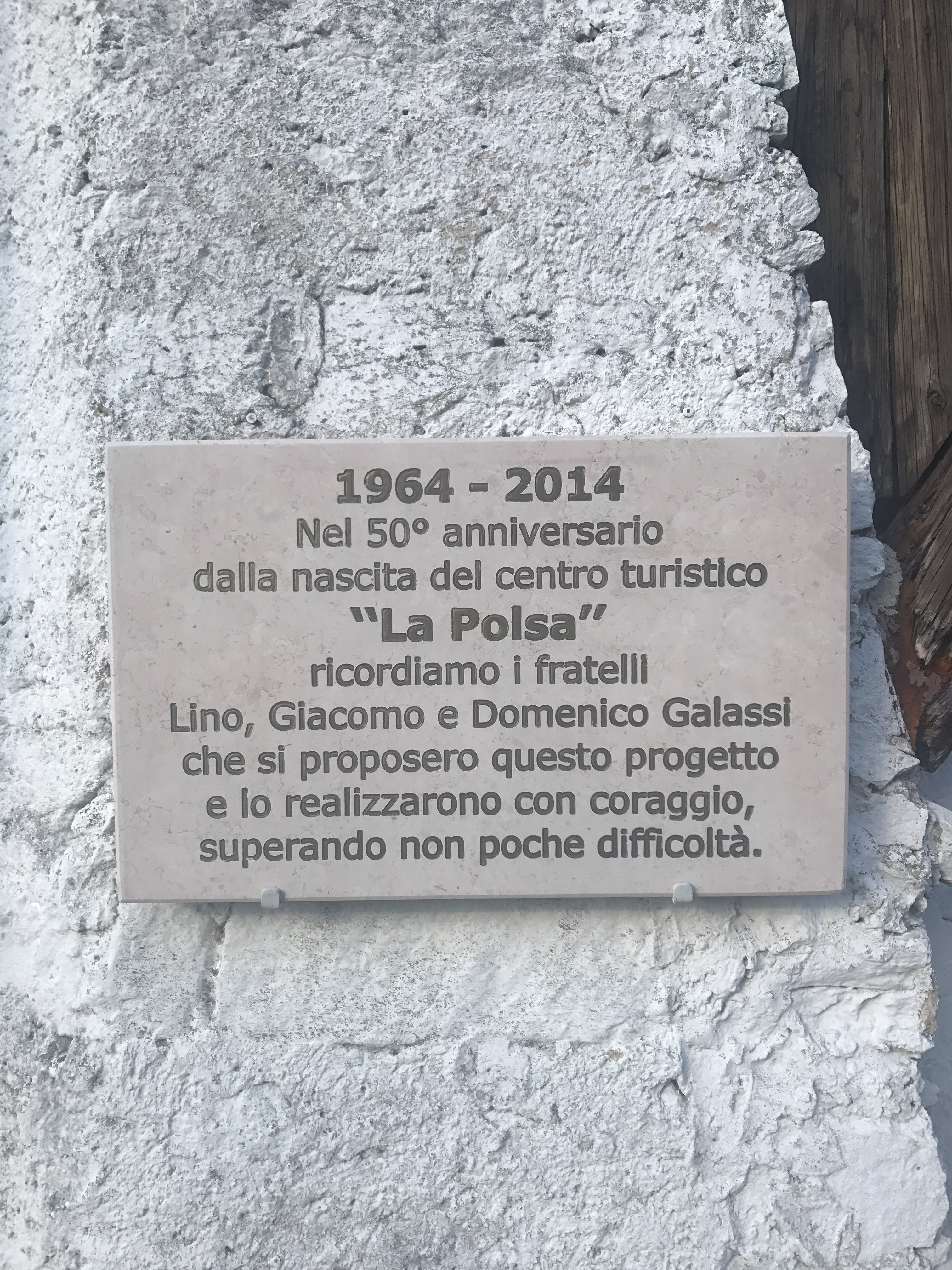
Targa commemorativa per la fondazione della località Polsa.

## Società
Nella località si trova una frequentata stazione sciistica con molteplici piste da scii di diverso livello di difficoltà, gestite dalla società Brentonico Ski.

## Economia

### Turismo
Nel corso della Prima Guerra Mondiale era posizione di seconda linea e, lungo le passeggiate possibili, si possono ancora notare trincee, camminamenti e manufatti dell'epoca.
In località Corno della Paura sono presenti le piastre delle batterie di cannoni utilizzate per contenere la presenza austriaca.
Da quella posizione e lungo tutti i camminamenti a costa di montagna si può ammirare la Val d'Adige sia in direzione Verona sia direzione Rovereto e Trento. A valle, sopra la Polsa, in prossimità di Malga Susine è stata restaurata una posizione di caposaldo con relativi camminamenti e trincee.
Da Polsa si può facilmente raggiungere Riva del Garda con l'auto o in alternativa Malcesine collegata dalla funivia rotante Malcesine - Monte Baldo. La posizione è anche ottima per gli appassionati di mountain bike. Nei mesi estivi un bus gratuito (tre volte alla settimana)  collega Polsa, San Valentino, San Giacomo e Brentonico con la sommità della Funivia che porta a Malcesine.
La Ski Area dell'altopiano comprende La Polsa e San Valentino per lo sci alpino e lo snowboard, San Giacomo per lo sci nordico con il suo centro del fondo, l'anello scuola e una pista agonistica.
La ski area sull'Altopiano di Brentonico offre oltre 40 chilometri di piste, di differente difficoltà, sempre innevate grazie ai cannoni da neve. Per i bambini, due parchi gioco sulla neve permettono di slittare senza pericolo. Per gli appassionati di escursionismo sono previste varie uscite in ciaspole (racchette da neve), con o senza guida alpina. Per gli sci-alpinisti il Monte Baldo e il Monte Altissimo di Nago permettono escursioni con vista sul Lago di Garda.

## Infrastrutture e trasporti
La frazione è il punto di fine della SP 218 della Polsa, che ha inizio a Brentonico sulla SP 3 del Monte Baldo. La strada termina a 1 293 m.s.l.m. dove vi sono vari imbocchi per strade sterrate, sentieri, malghe, stazioni sciistiche e attività turistiche di ogni genere.
Nella località viene incontrato il 4º tratto del Sentiero della Pace, ovvero un percorso turistico-escursionistico che collega lo Stelvio alla Marmolada passando per molteplici aree di riferimento territoriali.

## Sport

### Ciclismo
Nel 2013 la frazione del comune di Brentonico ha ospitato l'arrivo della cronoscalata che partiva da Mori per scalare l'altopiano di Brentonico. La cronoscalata fu vinta da Vincenzo Nibali vincitore finale della 96ª edizione della corsa rosa.